# Ceratothoa parva
Ceratothoa parva är en kräftdjursart som beskrevs av Richardson 1910. Ceratothoa parva ingår i släktet Ceratothoa och familjen Cymothoidae. Inga underarter finns listade i Catalogue of Life.